# Basilique Saint-Étienne de Pest
Pour les articles homonymes, voir Basilique Saint-Étienne et Saint-Étienne (homonymie).
La basilique Saint-Étienne de Pest (en hongrois : Szent István-bazilika) ou église paroissiale de Lipótváros (Lipótvárosi plébániatemplom) est la plus grande église catholique de Budapest, située dans le quartier de Lipótváros. Dessinée initialement dans un style néo-classique, elle se caractérise par sa riche architecture et sa taille imposante. Elle a été nommée en l'honneur d'Étienne, premier roi de Hongrie (vers 975-1038), dont la main droite (la Sainte-Dextre) est conservée dans un reliquaire.

## Historique
La construction de la basilique a commencé en 1851, suivant les plans de József Hild. Après sa mort, Miklós Ybl prend la direction des travaux en 1867 et lui donna une coupole néo-Renaissance après l'effondrement de celle d'origine en 1868. Sa conception, inspirée de la Renaissance, s'harmonisait bien avec les plans initiaux conçus dans un style néoclassique. Il en résulta un édifice d'aspect équilibré, malgré les contradictions provenant du mélange des styles. Un troisième architecte travailla aussi à sa réalisation. Il s'agit de Jozsef Kauser, qui acheva, en 1905, les travaux de construction commencés 54 ans plus tôt. 
La basilique fut inaugurée par l'empereur François-Joseph Ier et reçoit le titre de Basilica Minor en 1938, à l'occasion du 900e anniversaire de la mort d'István.

## Architecture

### Extérieur
Avec le parlement, la basilique est le bâtiment le plus haut de Budapest (96 m). Ses dimensions imposantes (87,4 m de long sur 55 m de large) en font le deuxième plus grand édifice religieux du pays (après la basilique d'Esztergom) ; sa capacité d'accueil s'élevant jusqu’à 8 500 personnes.
Les murs de la basilique se dressent en forme de croix grecque (crux quadrata). L'espace intérieur se divise en neuf parties. La partie centrale est recouverte par la coupole, la nef par une voûte en berceau.
Les statues du tympan de la façade, celles des tours et celles de la partie extérieure de la coupole, sont l'œuvre de Leó Feszler.

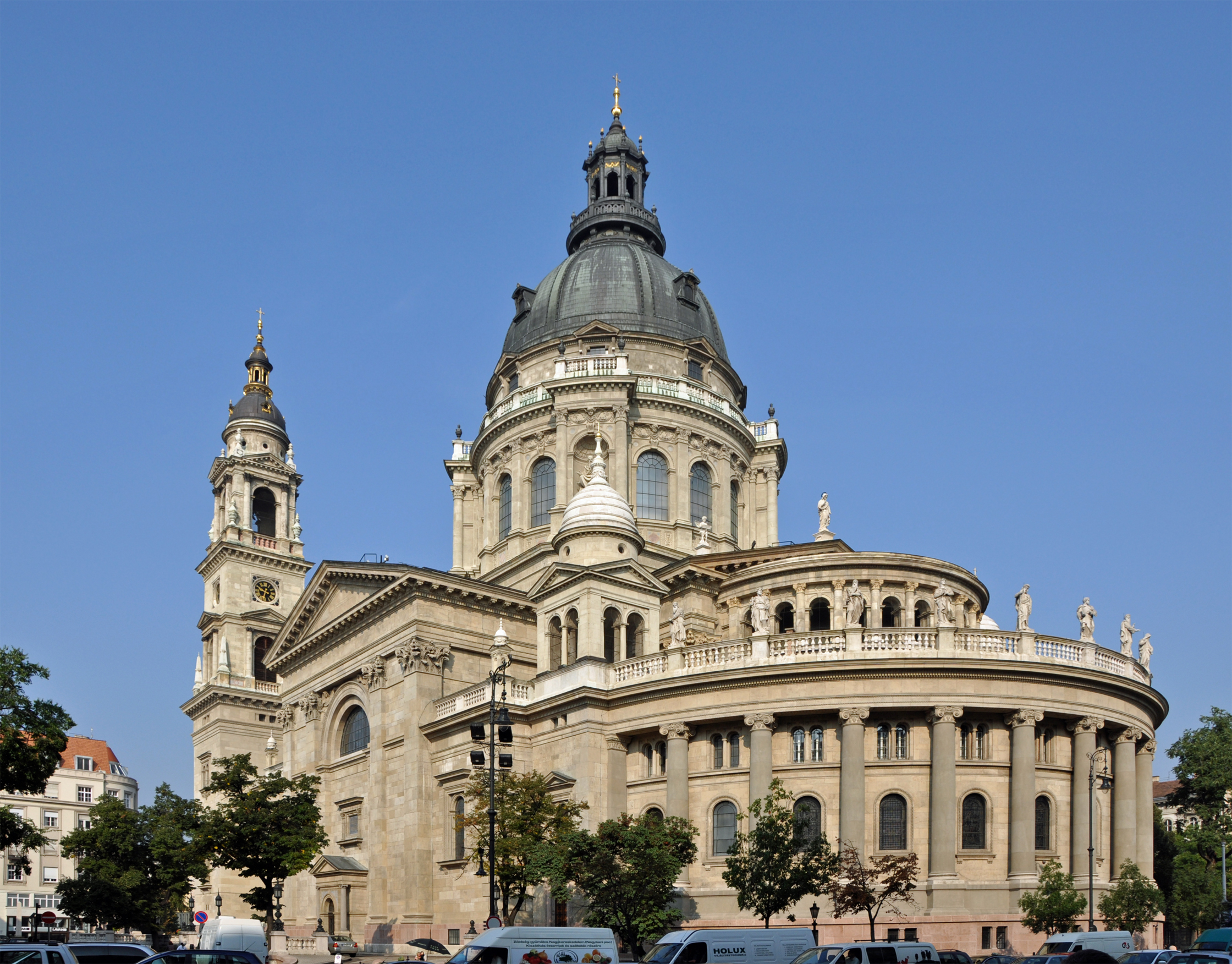
La basilique Saint-Étienne, côté chœur. Les statues des douze apôtres, de Leó Feszler, couronnent la colonnade.
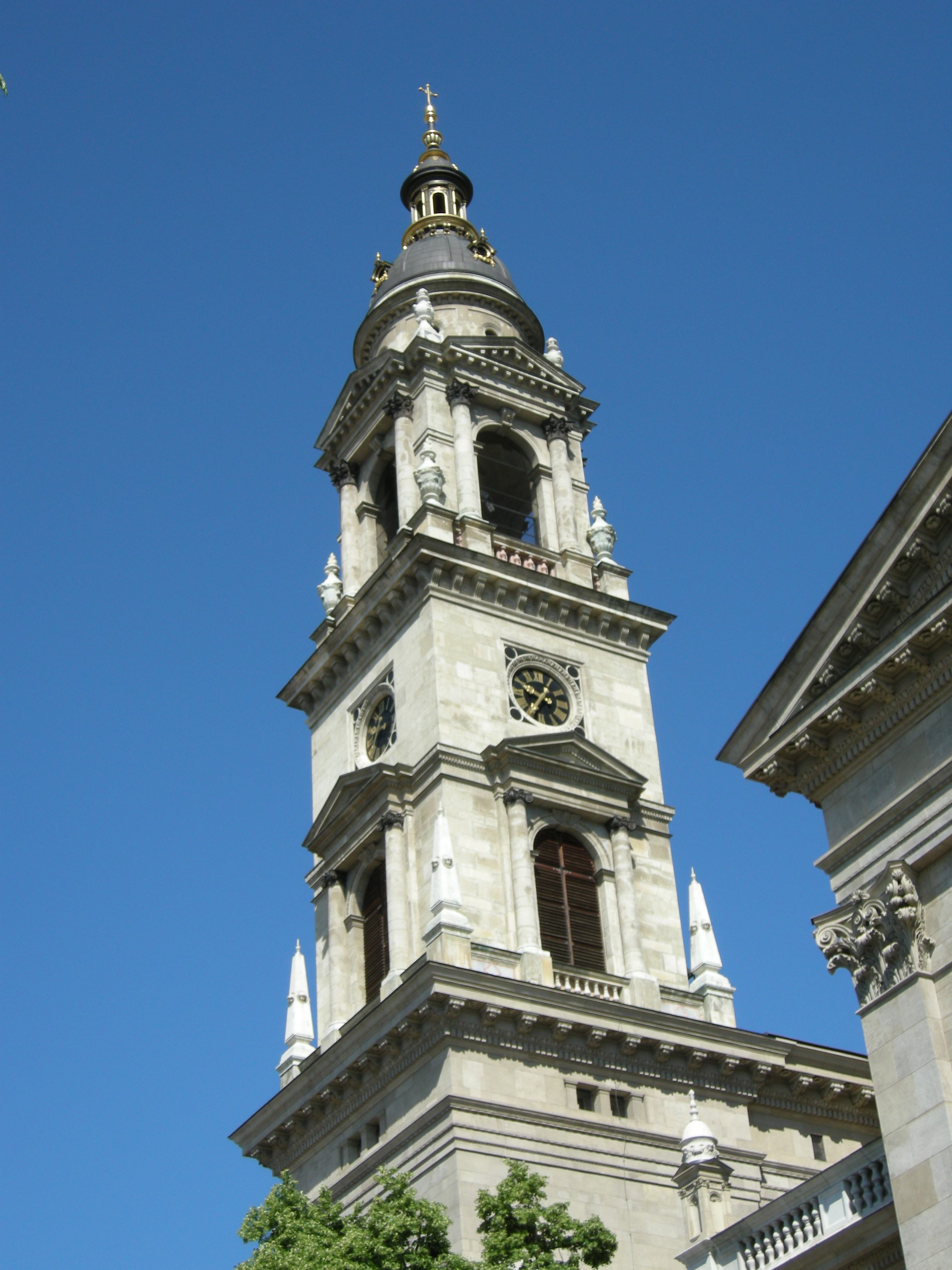
La tour renferme une cloche de neuf tonnes, offerte par des catholiques allemands pour remplacer celle pillée par les nazis en 1944.
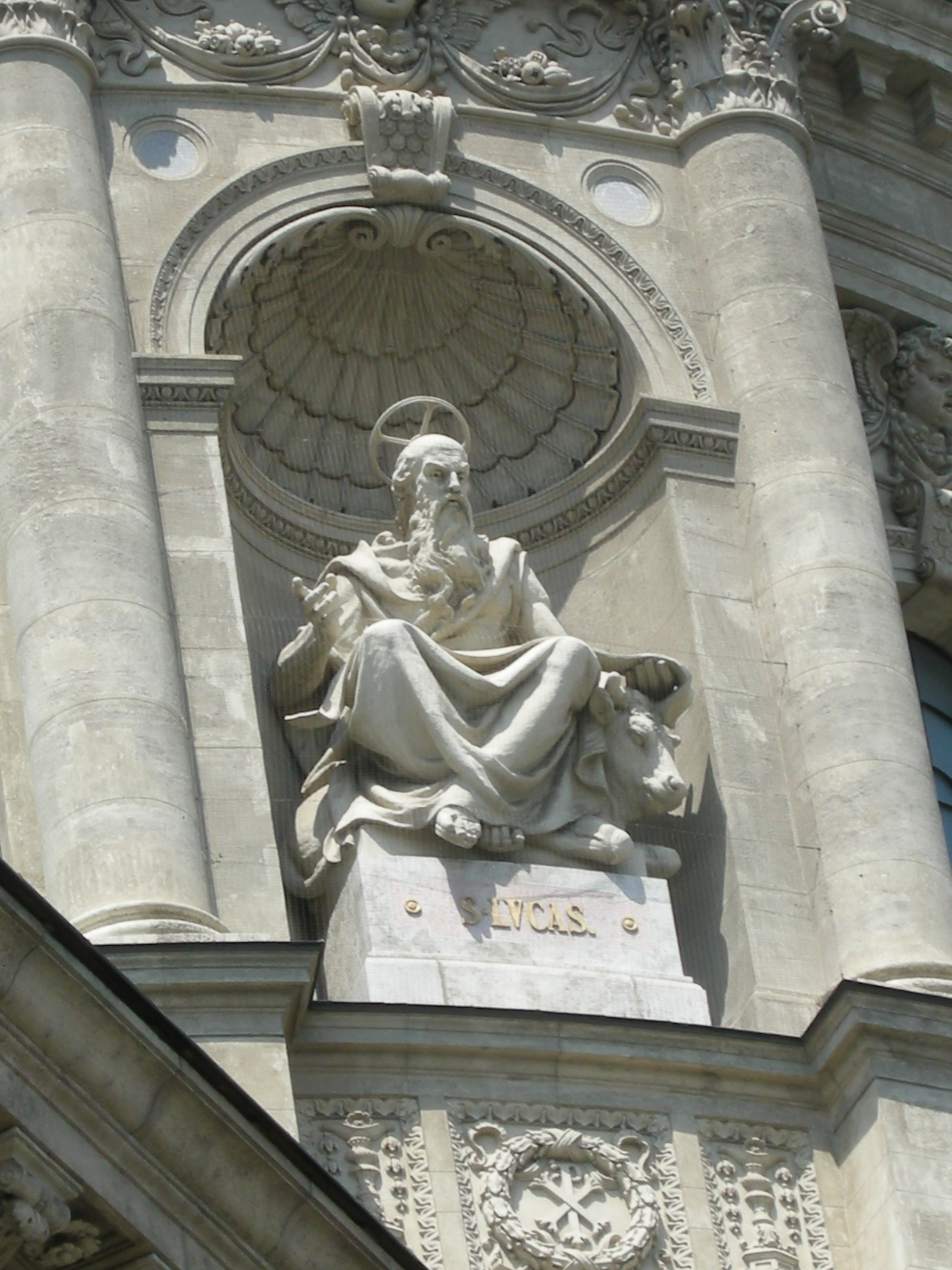
Saint Matthieu. Les niches à l'extérieur de la coupole abritent les statues par Leó Feszler des quatre évangélistes.
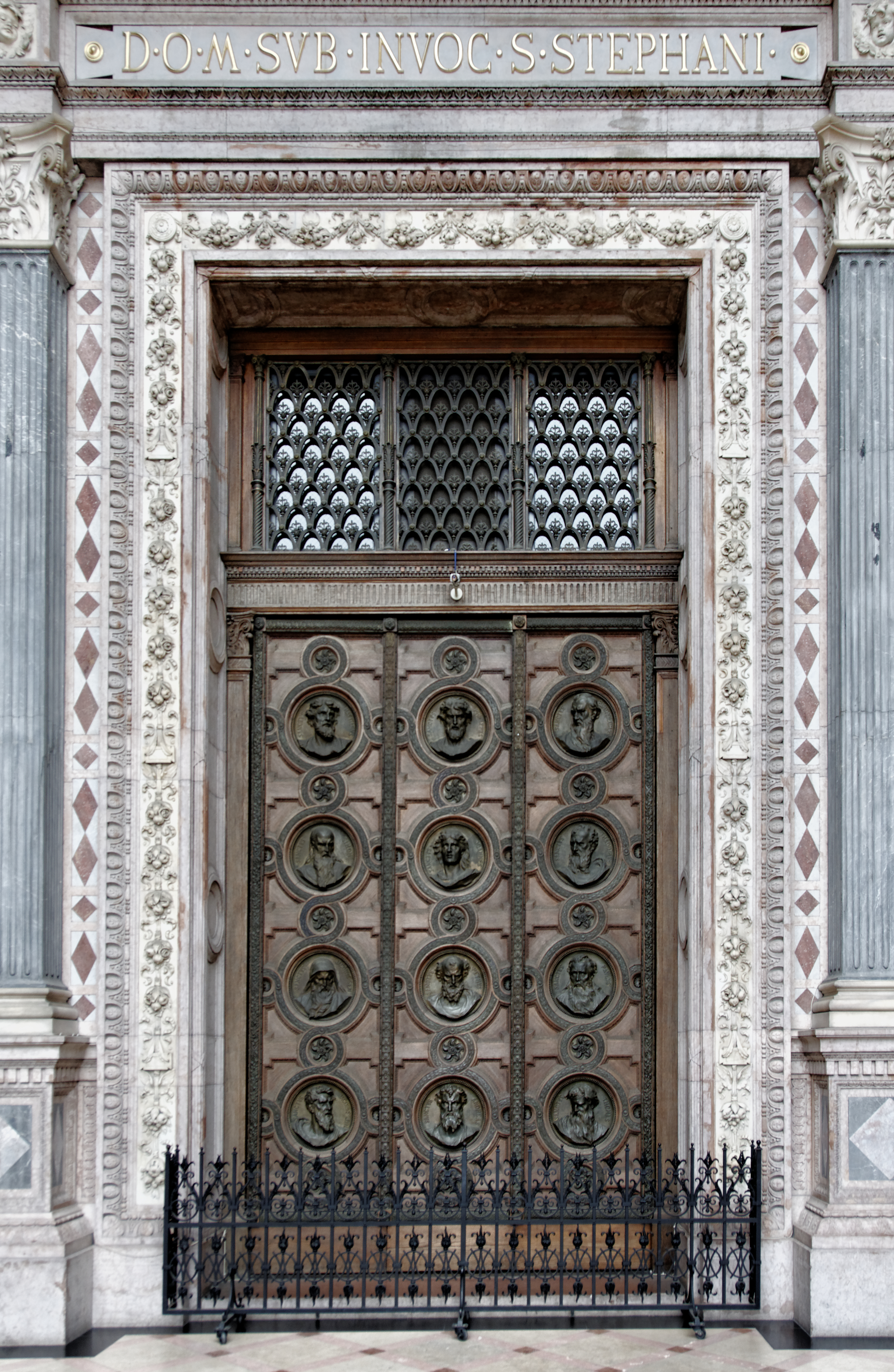
Portail principal. Les portraits  en relief des douze apôtres ornent cette porte massive.

### Intérieur
L'intérieur est orné de mosaïques, de tableaux, de sculptures des plus grands artistes hongrois : Mór Than, Bertalan Székely, Gyula Benczúr, Károly Lotz, Alajos Stróbl, János Fadrusz, Pál Pátzay, Béni Ferenczy.
Une des chapelles conserve la plus importante relique hongroise : la Sainte Dextre, la main droite momifiée supposée du premier roi hongrois Étienne auquel l’église doit son nom.

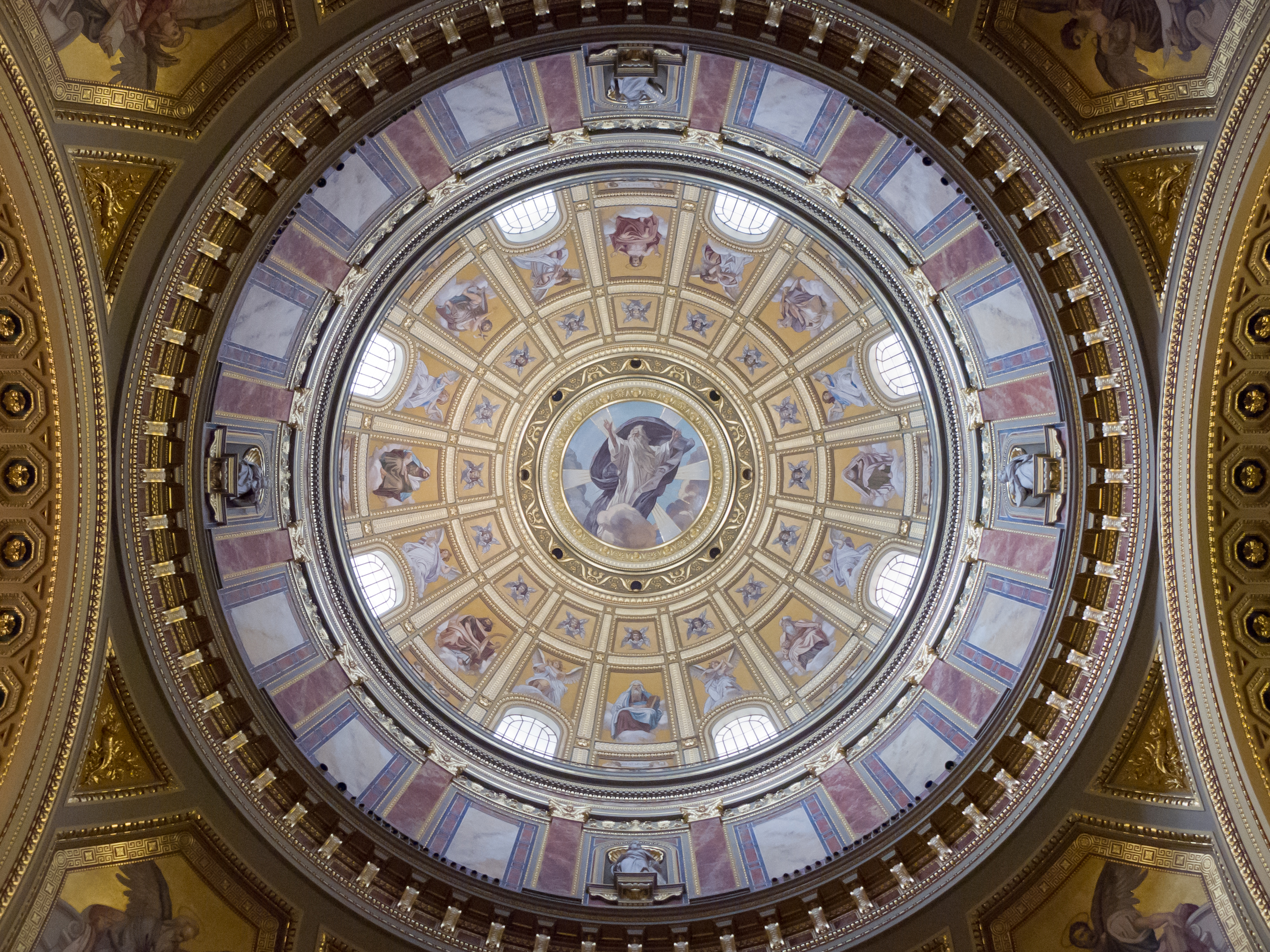
Vue intérieure de la coupole.
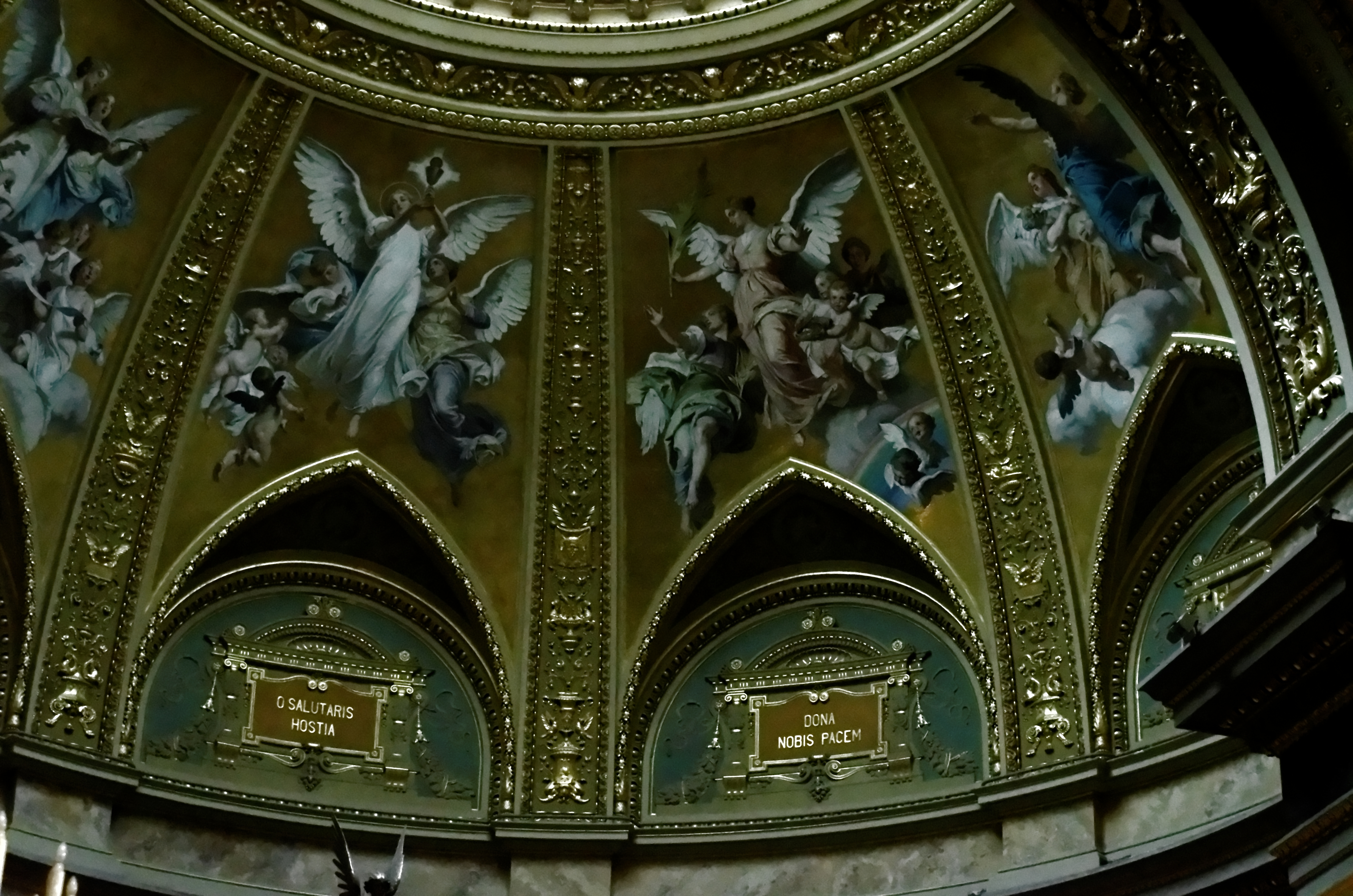
Mosaïques de Károly Lotz décorant la coupole.
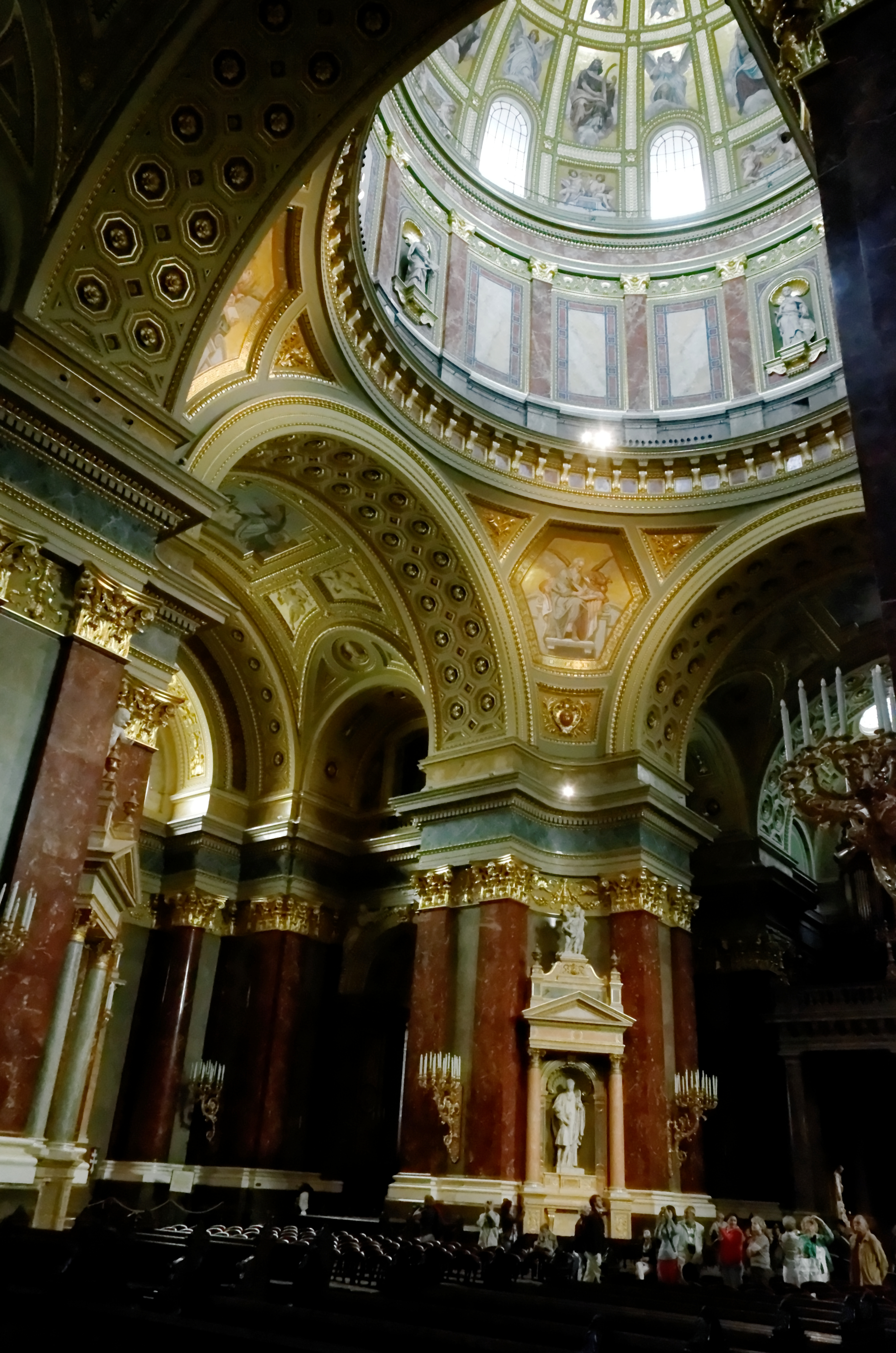
Vue de l'intérieur de la basilique. Au pied de la colonne centrale se trouve une statue de Alajos Stróbl représentant saint Gellért et son disciple saint Emeryka.
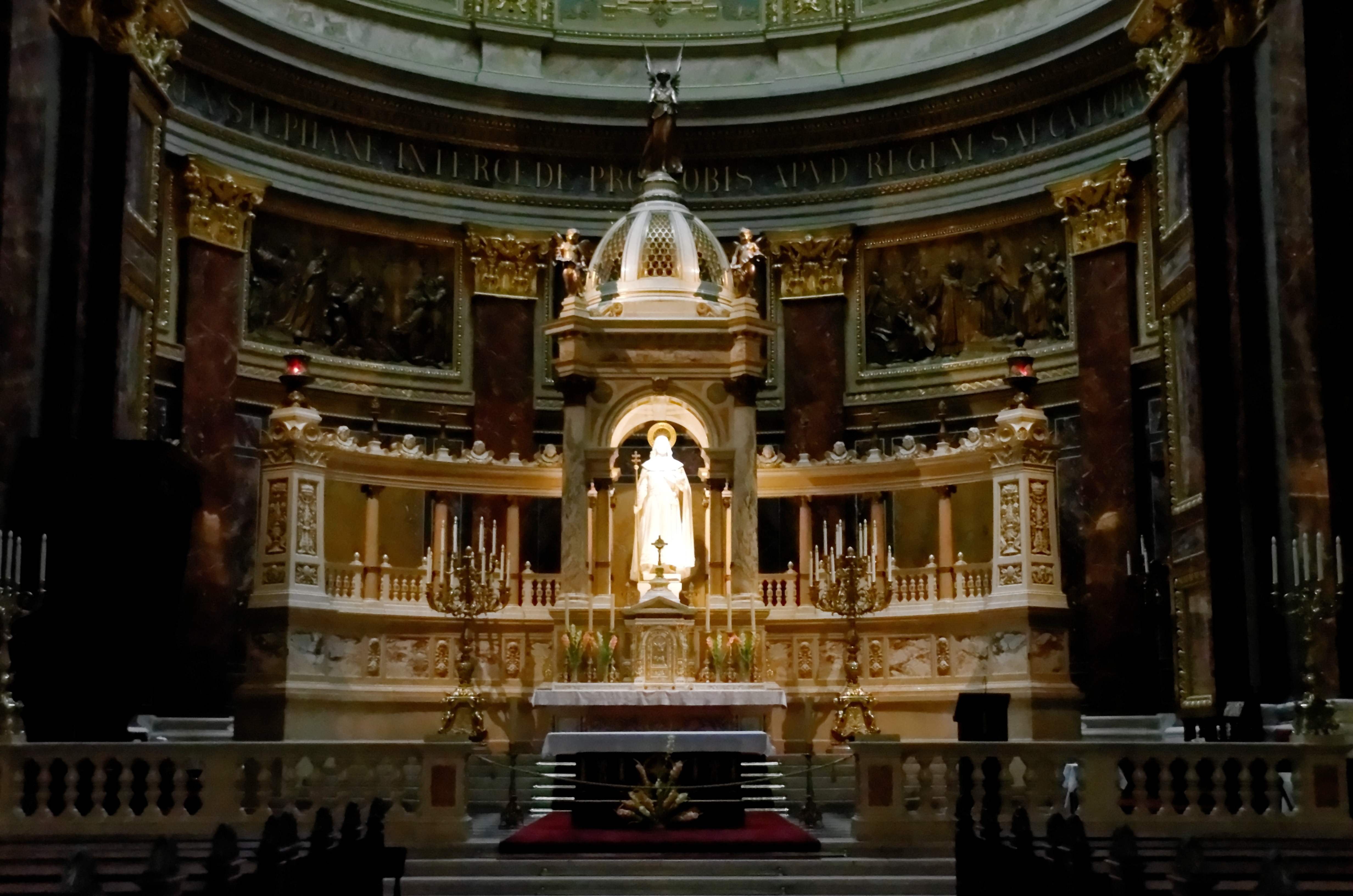
Des épisodes de la vie du roi sont représentés derrière le maître-autel, orné au centre d'une effigie d'István, taillée dans le marbre par Alajos Stróbl.
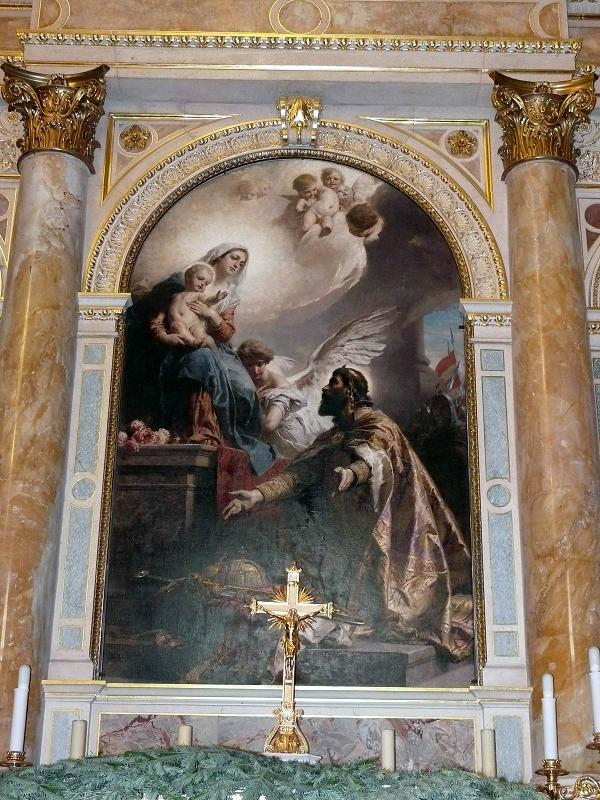
Sur ce tableau de Gyula Benczúr, le roi István, resté sans héritier, dédie la Hongrie à la Vierge, en la faisant Patrona Hugariae, la protectrice du pays.
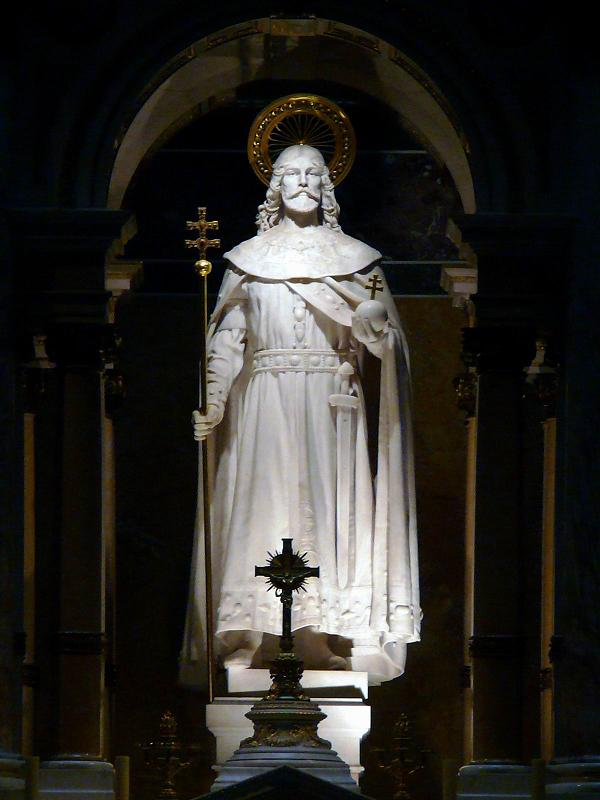
Statue de saint Étienne.

## La Sainte-Dextre
La Sainte-Dextre est la relique de la main du roi saint Étienne, fondateur de l'État hongrois, qui mourut le 15 août 1038 et fut canonisé à Székesfehérvár le 15 août 1083. Dès lors, sa main droite trouvée intègre est vénérée par le peuple. Le sort de la relique est agité : on l'a gardé à Bihar (Transylvanie), à Raguse, puis elle a été transportée à Vienne et ramenée à Buda en 1771. Elle fut transportée en occident en 1944 et rendue à la Hongrie le 19 août 1945.

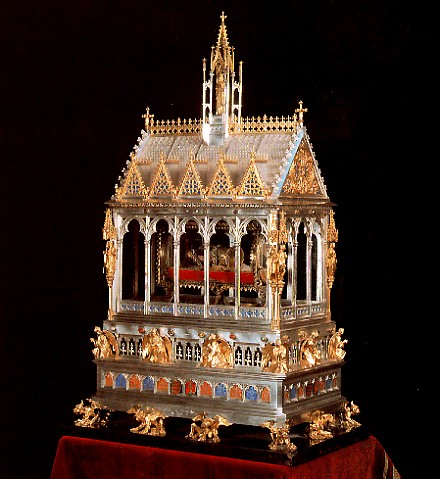
La Sainte-Dextre. Momifiée, la main droite de saint Étienne est une relique conservée dans une chapelle à droite de l'autel.
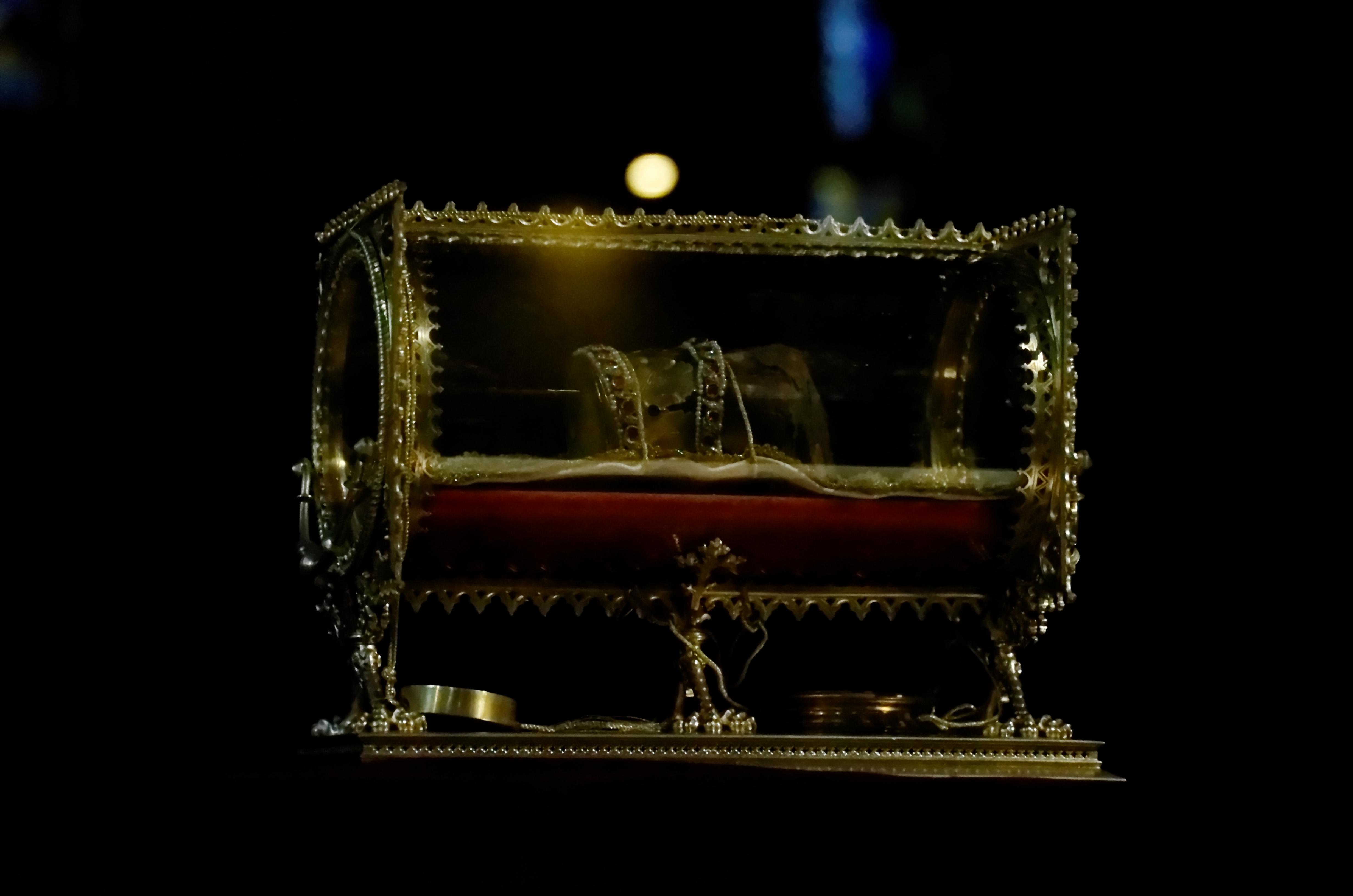
La Sainte-Dextre.

### Articles liés
- Étienne Ier (roi de Hongrie)
- Archidiocèse d'Esztergom-Budapest
- Liste de basiliques catholiques